# Ole Hegge
Ole Johan Hegge (Bardu, 3 settembre 1898 – Livingston, 2 giugno 1994) è stato un fondista norvegese.
Emigrato negli Stati Uniti, lavorò alla promozione dello sci nel suo nuovo Paese.

## Biografia

### Carriera sciistica
Proveniva da una povera famiglia di agricoltori, tanto che per permettergli di partecipare al Trofeo Holmenkollen nel 1924 venne organizzata una raccolta fondi nella sua comunità; in quell'occasione si classificò secondo nella 50 km, risultato replicato nel 1926 e nel 1928.
Mancò per poco il podio ai Mondiali di Lahti del 1926, classificandosi quarto nella 50 km con il tempo di 4:27:50. Ai II Giochi olimpici invernali di Sankt Moritz 1928 ottenne la medaglia d'argento nella 18 km con il tempo di 1:39:01; meglio di lui fece solo il connazionale Johan Grøttumsbråten. Giunse nuovamente quarto nella 50 km ai III Giochi olimpici invernali di Lake Placid 1932, con il tempo di 4:32:04.

### Altre attività
Emigrò negli Stati Uniti subito dopo i Giochi di Chamonix, senza che questo gli abbia precluso la convocazione per la rassegna olimpica del 1932. Nel suo nuovo Paese lavorò per tutta la vita per promuovere la pratica dello sci nelle regioni del Nordovest affacciate sull'Oceano Pacifico; per il suo impegno fu soprannominato «the grand old man of skiing», "il grande vecchio dello sci". All'età di novant'anni fece visita al suo villaggio natale, dove venne accolto come un eroe.

## Palmarès

### Olimpiadi
- 1 medaglia, valida anche ai fini iridati:
  - 1 argento (18 km a Sankt Moritz 1928)

### Campionati norvegesi
- 2 ori (30 km nel 1926; 30 km nel 1928)[1]